# Premi Cóndor de Plata Honorífic
El Premi Còndor de Plata Honorífic és un dels guardons lliurats anualment per l'Asociación de Cronistas Cinematográficos de la Argentina.
Està destinat a reconèixer les trajectòries professionals de persones relacionades amb la indústria cinematogràfica i les grans aportacions que han fet a aquesta.
La següent és una llista de totes les persones que han rebut la distinció des de la 45a edició dels Premis Cóndor de Plata, realitzada l'any 1997 fins a l'actualitat.

## Guanyadors
| Any  | Guanyador               | Professió                                |
| 1997 | David José Kohon        | Director y Guionista                     |
| 1997 | Domingo Di Núbila       | Crític de cinema                         |
| 1997 | Mirtha Legrand          | Actriu, Presentadora i Conductora de TV  |
| 1998 | Pepe Soriano            | Actor                                    |
| 1999 | Aída Luz                | Actriu                                   |
| 1999 | Amanda Ledesma          | Actriu                                   |
| 1999 | Lidia Lamaison          | Actriu                                   |
| 1999 | Pedro Maratea           | Actor                                    |
| 2000 | Homero Cárpena          | Director i Actor                         |
| 2000 | Simón Feldman           | Director i Guionista                     |
| 2001 | Alicia Vignoli          | Actriu i Vedette                         |
| 2001 | Alberto Kipnis          | Promotor de cinema                       |
| 2001 | Aníbal Di Salvo         | Director, Guionista i Fotògraf           |
| 2001 | José María Gutiérrez    | Actor                                    |
| 2001 | María Duval             | Actriu                                   |
| 2002 | China Zorrilla          | Actriu                                   |
| 2002 | Homero Alsina Thevenet  | Crític de cinema                         |
| 2002 | José A. Martínez Suárez | Director i Guionista                     |
| 2002 | Narciso Ibáñez Menta    | Actor i Director                         |
| 2002 | Nelly Meden             | Actriu                                   |
| 2002 | Salvador Sammaritano    | Crític de cinema                         |
| 2002 | Susana Campos           | Actriu                                   |
| 2003 | Elsa Daniel             | Actriu                                   |
| 2003 | Duilio Marzio           | Actor                                    |
| 2003 | María Vaner             | Actriu                                   |
| 2003 | Susana Freyre           | Actriu                                   |
| 2003 | Vicente Vigo            | Distribuïdor de cinema                   |
| 2004 | Adrianita               | Actriu                                   |
| 2004 | Analía Gadé             | Actriu                                   |
| 2004 | Edgardo Cozarinsky      | Cineasta                                 |
| 2004 | Héctor Olivera          | Productor, Director i Guionista          |
| 2004 | Juan Carlos Garate      | Productor                                |
| 2005 | Alfredo Alcón           | Actor i Director                         |
| 2005 | Ernesto Schoo           | Crític de cinema i Guionista             |
| 2005 | Vicente Notari          | Maquillador                              |
| 2005 | Virginia Luque          | Actriu i Cantant                         |
| 2006 | Antonio Ripoll          | Editor de cinema                         |
| 2006 | Fernando López          | Crític de cinema                         |
| 2006 | Elena Lucena            | Actriu, Ballarina i Cantant              |
| 2006 | Jacques Arndt           | Actor                                    |
| 2007 | Adelqui Camusso         | Fotògraf                                 |
| 2007 | Jorge Luz               | Actor                                    |
| 2007 | Nelly Panizza           | Actriu                                   |
| 2007 | Pipo Mancera            | Presentador de TV                        |
| 2008 | Héctor Alterio          | Actor                                    |
| 2008 | Isabel Sarli            | Actriu i Vedette                         |
| 2008 | Mariano Mores           | Compositor                               |
| 2008 | Tomás Eloy Martínez     | Guionista                                |
| 2009 | Federico Luppi          | Actor                                    |
| 2009 | Diana Maggi             | Actriu                                   |
| 2009 | Ricardo Younis          | Fotògraf                                 |
| 2009 | Clara Fontana           | Periodista                               |
| 2010 | Dora Ferreiro           | Actriu                                   |
| 2010 | Fernando Birri          | Actor i Director                         |
| 2010 | Gogó Andreu             | Actor                                    |
| 2010 | Bartolomé de Vedia      | Periodista                               |
| 2011 | José Sacristán          | Actor                                    |
| 2011 | Manuel Antín            | Director                                 |
| 2011 | Nélida Romero           | Actriu                                   |
| 2011 | Enriqueta Muñiz         | Escriptora i Periodista                  |
| 2012 | Carlos Morelli          | Crític de cinema                         |
| 2012 | Juan Manuel Tenuta      | Actor                                    |
| 2012 | Julia Sandoval          | Actriu                                   |
| 2012 | Leonardo Favio          | Director, Productor, Guionista i Cantant |
| 2012 | Rómulo Berruti          | Periodista                               |
| 2013 | Adela Montes            | Periodista d’espectacles                 |
| 2013 | Dora Baret              | Actriu                                   |
| 2013 | Eva Landeck             | Directora                                |
| 2013 | María Concepción César  | Actriu, Cantant i Vedette                |
| 2013 | Oscar Rovito            | Actor                                    |
| 2014 | Susana Giménez          | Actriu, Presentadora i Conductora de TV  |
| 2014 | Cipe Lincovsky          | Actriu                                   |
| 2014 | Adolfo Aristarain       | Director i Guionista                     |
| 2014 | Mercedes Carreras       | Actriu                                   |
| 2014 | Pancho Loiacono         | Periodista d’espectacles                 |
| 2014 | Sergio Renán            | Actor i Director                         |
| 2015 | Graciela Borges         | Actriu                                   |
| 2015 | Antonio Gasalla         | Actor                                    |
| 2015 | Juan José Jusid         | Guionista i Director                     |
| 2015 | Adolfo Martínez         | Periodista                               |
| 2016 | Norma Aleandro          | Actriu                                   |
| 2016 | Hugo Arana              | Actor                                    |
| 2016 | Oscar Barney Finn       | Guionista i Director                     |
| 2016 | Roberto Blanco Pazos    | Actor                                    |
| 2017 | Ana María Picchio       | Actriu                                   |
| 2017 | Guillermo Álamos        | Periodista d’espectaclrs                 |
| 2017 | Lita Stantic            | Directora, Productora i Guionista        |
| 2017 | Miguel Ángel Solá       | Actor                                    |
| 2018 | Thelma Biral            | Actriu                                   |
| 2018 | Víctor Laplace          | Actor                                    |
| 2018 | Pino Solanas            | Director                                 |
| 2018 | César Maranghello       | Historiador de cinema                    |
| 2019 | Graciela Dufau          | Actriu                                   |
| 2019 | Patricio Contreras      | Actor                                    |
| 2019 | Félix Monti             | Cineasta                                 |
| 2019 | Andrés Insaurralde      | Crític de cinema                         |